# 도미오카촌 (시즈오카현 후지군)
도미오카촌(일본어: 富丘村)은 일본 시즈오카현의 동부 후지군에 속했던 촌이다. 현재의 후지노미야시에 해당한다.

## 역사
- 1889년 4월 1일 - 정촌제 시행에 의해 후지군 도미오카촌이 성립하였다.
- 1942년 6월 1일 - 오미야정과 합병해 후지노미야시가 성립하여, 동일 도미오카촌은 폐지되었다.

## 교통

### 철도
철도성 미노부선이 촌내에 통과하고 있으며, 니시후지노미야역이 소재한다.

## 참고 문헌
- 角川日本地名大辞典編纂委員会,『角川日本地名大辞典 22 静岡県』, 角川書店, 1978年, ISBN 4040012208